# Conjunto gerador de um grupo

As raízes quintas da unidade no plano complexo formam um grupo sob multiplicação. Qualquer elemento que não seja a identidade gera o grupo inteiro.

Em álgebra abstrata, o conjunto gerador de um grupo é um subconjunto formado por elementos do grupo tal que todo elemento do grupo possa ser expresso como uma combinação (utilizando a operação do grupo) finita dos elementos do conjunto gerador e de seus inversos.
Em outras palavras, se {\displaystyle S} for um subconjunto do grupo {\displaystyle G}, então {\displaystyle \langle S\rangle }, o subgrupo gerado por {\displaystyle S}, é o menor subgrupo de {\displaystyle G} contendo todo elemento de {\displaystyle S}, que é igual à intersecção de todos os subgrupos que contêm os elementos de {\displaystyle S}; de forma equivalente, {\displaystyle \langle S\rangle } é o subgrupo de todos os elementos de {\displaystyle G} que podem ser exprimidos como um produto finito dos elementos de {\displaystyle S} e de seus inversos. (Nota-se que inversos são necessários somente se o grupo for infinito; em um grupo finito, o inverso de um elemento pode ser expresso como uma potência do mesmo elemento.)
Se {\displaystyle G=\langle S\rangle }, então diz-se que {\displaystyle S} gera {\displaystyle G}, e o elementos em {\displaystyle S} são chamados de generators ou geradores do grupo. Se {\displaystyle S} for o conjunto vazio, então {\displaystyle \langle S\rangle } é o grupo trivial {\displaystyle \{e\}}, já que se considera o produto vazio como sendo o elemento identidade do grupo.
Quando se há apenas um único elemento {\displaystyle x} em {\displaystyle S}, {\displaystyle \langle S\rangle } é usualmente denotado {\displaystyle \langle x\rangle }. Neste caso, {\displaystyle \langle x\rangle } é o subgrupo cíclico das potências de {\displaystyle x}, e diz-se que esse grupo é gerado por {\displaystyle x}. É equivalente dizer que um elemento  {\displaystyle x} gera um grupo ou dizer que {\displaystyle \langle x\rangle } é igual ao grupo inteiro {\displaystyle G}. Para grupos finitos, também é equivalente dizer que {\displaystyle x} tem ordem {\displaystyle |G|}.
Um grupo pode precisar de um número infinito de geradores. Por exemplo, o grupo aditivo dos números racionais {\displaystyle \mathbb {Q} } não é finitamente gerado; ele é gerado pelos inveross dos inteiros, porém qualquer quantidade finita desses geradores pode ser removida do conjunto gerador sem que ele deixe de ser um conjunto gerador. Em um caso como esse, todos os elementos do conjunto gerador ainda são ditos "elementos não-geradores", como de fato são todos os elementos do grupo.
Se {\displaystyle G} é um grupo topológico então um subconjunto {\displaystyle S} de {\displaystyle G} é chamado de um conjunto de geradores topológicos se {\displaystyle \langle S\rangle } for denso em {\displaystyle G}, isto é o fecho de {\displaystyle \langle S\rangle } é todo o grupo {\displaystyle G}.

## Grupo finitamente gerado
Se S é finito, então um grupo G = <S> é chamado finitamente gerado. A estrutura de grupos abelianos finitamente gerados em particular é facilmente descrito. Muitos teoremas que são verdadeiros pelos grupos finitamente gerados falham por grupos em geral. Tem sido provado que se um grupo infinito é gerado por um subconjunto S, então cada elemento do grupo pode ser expresso como uma palavra do alfabeto S de comprimento menor do que ou igual ao comprimento do grupo.
Todo grupo finito é finitamente gerado desde que <G> = G. A adição dos inteiros é um exemplo de um grupo infinito que é finitamente gerado por ambos 1 e -1, mas o grupo de adição dos racionais não pode ser definido como finitamente gerado.
Diferentes subconjuntos do mesmo grupo podem ser subconjuntos gerados; por exemplo, se p e q são inteiros com mdc(p, q) = 1, então {p, q} também geram o grupo de adição de inteiros pela Identidade de Bézout.
Enquanto for verdade que todo quociente de um grupo finitamente gerado é finitamente gerado(simplesmente tome as imagens de geradores no quociente), um subgrupo de um grupo finitamente gerado não precisa ser finitamente gerado. Por exemplo, tome G como sendo um grupo livre em dois geradores, x e y (que é claramente finitamente gerado, desde que G = <{x,y}>), e tome S como sendo um subconjunto consistindo em todos os elementos de G da forma ynxy−n, dado n um número natural. Desde que <S> seja claramente isomórfico para o grupo livre nos geradores contábeis, isto não pode ser finitamente gerado. Contudo, todo grupo de um grupo abeliano finitamente gerado é em si finitamente gerado. Um pouco mais pode ser dito sobre isso, porém: a classe de todos os grupos finitamente gerados é fechado sobre expressões. Para visualizar, tome um conjunto gerado por um (finitamente gerado) subgrupo normal e quociente: então os geradores para o grupo normal, juntos com pré-imagens dos geradores para o quociente, gera o grupo.

## Grupo livre
O grupo mais geral gerado por um conjunto S é o grupo livremente gerado por S. Todo grupo gerado por S é isomórfico ao quociente deste grupo, uma característica que é usada em expressões de uma apresentação do grupo.

## Subgrupo Frattini
Um tópico interessante é a dos não-geradores. Um elemento x do grupo G é um não-gerador se todo conjunto S contém x que gera G, ainda gera G quando x é removido de S. Nos inteiros com adição, o único não-gerador é 0. O conjunto de todos os não-geradores forma um subgrupo de G, o subgrupo Frattini.

## Exemplos
A união de grupos U(Z9) é o grupo de todos os inteiros relativamente primos a 9 sob multiplicação de mod 9 (U9 = {1, 2, 4, 5, 7, 8}). Toda aritmética aqui está feita em módulo 9. Sete não é gerador de U(Z9), já que
{\displaystyle \{7^{i}{\pmod {9}}\ |\ i\in \mathbb {N} \}=\{7,4,1\}.}
enquanto 2 é, já que:
{\displaystyle \{2^{i}{\pmod {9}}\ |\ i\in \mathbb {N} \}=\{2,4,8,7,5,1\}.}
Por outro lado, para n > 2 o grupo simétrico de grau n não é cíclico, então não é gerado por qualquer outro elemento. Contudo, é gerado pelas duas permutações (1 2) e (1 2 3 ... n). Por exemplo, para S3 temos:
{\displaystyle e=(12)(12)}
{\displaystyle (12)=(12)}
{\displaystyle (13)=(12)(123)}
{\displaystyle (23)=(123)(12)}
{\displaystyle (123)=(123)}
{\displaystyle (132)=(12)(123)(12)}
Grupos infinitos também ter geradores de conjuntos finitos. O grupo de adição de inteiros tem 1 como um conjunto gerador. O elemento 2 não é conjunto gerador, como os números ímpares estará ausente. O subconjunto de dois elementos {3, 5} é um conjunto gerador, desde que (−5) + 3 + 3 = 1 (de fato, qualquer par de números coprimos é, como uma consequência da Identidade de Bézout).